# Smolanka
Smolanka (lat. Cressa), biljni rod iz porodice slakovki. Rod se sastoji se od pet vrsta polugrmova i ima prestavnike po svim kontinentima. 
U Hrvatskoj i Sredozemlju ali i dalje po Aziji i Africi raste kretska smolanka (C. cretica).
Rod je opisan u Species Plantarum 1: 223. 1753.

## Vrste
1. Cressa australis R.Br., Mali sundski otoci, Australija
2. Cressa cretica L., Europa, Azija, Afrika
3. Cressa nudicaulis Griseb., Teksas, Argentina
4. Cressa salina (J.A.Schmidt) Rivas Mart., Lousã, J.C.Costa & Maria C.Duarte, Cape Verde (Sal Island, Ilha da Boa Vista, Ilha de Maio, Ilha de Sao Tiago)
5. Cressa truxillensis Kunth, SAD (s Havajima), Meksiko, Južna Amerika.